# Centrum-West (sneltramhalte)
Centrum-West is een sneltramhalte van RandstadRail en een voormalig NS-spoorwegstation in Zoetermeer aan de Zoetermeer Stadslijn. Het station werd geopend op 22 mei 1977.

## Geschiedenis
De halte werd jarenlang bediend door de volgende treinseries:
- 13300: Den Haag Centraal - Centrum West - Driemanspolder - Leidsewallen - Centrum West - Den Haag Centraal
- 13400: Den Haag Centraal - Centrum West - Driemanspolder - Leidsewallen - Centrum West - Den Haag Centraal (spits)
- 13700: Den Haag Centraal - Centrum West - Leidsewallen - Driemanspolder - Centrum West - Den Haag Centraal
- 13800: Den Haag Centraal - Centrum West - Leidsewallen - Driemanspolder - Centrum West - Den Haag Centraal (spits)

### RandstadRail
Met ingang van 3 juni 2006 werd het station tijdelijk gesloten om verbouwd te worden tot sneltramhalte in het kader van het lightrailproject RandstadRail. Voor de ombouw van het station zijn de trappen en overkappingen vernieuwd en zijn er liften aangebracht. Tussen juni en september 2006 werd de lijn verder aangepast, en werden de perrons verlaagd om de halte geschikt te maken voor lagevloertrams.
Ook werd de halte uitgebreid met een derde spoor dat hier eindigt. Hiermee kwam de mogelijkheid richting Den Haag terug te rijden, zoals die bij het treinspoor nog het geval was, bij dit station te vervallen. Dit derde spoor wordt gebruikt als eindpunt voor de voertuigen van RandstadRail 3 en is het vertrekspoor voor de verbinding naar Dorp, Delftsewallen en verder. Alle voertuigen uit Den Haag, op het doorgaande spoor, gaan verder in de richting Stadhuis en Palenstein.
Het station zou volgens de oorspronkelijke plannen op 3 september 2006 heropend worden als halte van de nieuwe lijnen van RandstadRail, de indienststelling van deze lijnen liep echter vertraging op.
Per 29 oktober 2006 is RandstadRail 4 over het gehele traject gaan rijden en is halte Centrum-West weer in gebruik. Per 27 oktober 2007 ging RandstadRail 3 de halte ook bedienen en per 23 juli 2020 ook RandstadRail 34.
In juli 2013 werd bekend dat er een vierde spoor zou worden aangelegd. Dit vierde spoor wordt, samen met het derde spoor, gebruikt als eindpunt voor de voertuigen van RandstadRail 3 en is het vertrekspoor voor de trams naar Dorp, Delftsewallen en verder.

## Busstation
Halte Centrum-West heeft ook een busstation. Op dit busstation stoppen de volgende buslijnen:
| Lijn                   | Bestemming                       | Via | Vervoerder             | Opmerkingen                                                       |
| Stadsdienst Zoetermeer | Stadsdienst Zoetermeer           | Stadsdienst Zoetermeer | Stadsdienst Zoetermeer | Stadsdienst Zoetermeer                                            |
| ---------------------- | -------------------------------- | --- | ---------------------- | ----------------------------------------------------------------- |
| 70                     | Noordhove                        | HagaZiekenhuis Zoetermeer | EBS                    |                                                                   |
| 71                     | Station Lansingerland-Zoetermeer | Station, Rokkeveen | EBS                    |                                                                   |
| Streekvervoer          |                                  | |                        |                                                                   |
| 30                     | Naaldwijk, Busstation            | Voorweg, Leidschenveen, Ypenburg (Station), Rijswijk (Station), Wateringen, Kwintsheul, Honselersdijk                                | EBS                    |                                                                   |
| 165                    | Alphen aan den Rijn, Station     | Benthuizen, Hazerswoude-Dorp, Hazerswoude-Rijndijk                                                                                   | Qbuzz                  |                                                                   |
| R-net                  |                                  | |                        |                                                                   |
| 170                    | Rodenrijs, Metrostation          | Station Zoetermeer, Station Zoetermeer Oost, Station Lansingerland-Zoetermeer, Lansinghage, ZoRo-busbaan, Berkel en Rodenrijs        | RET                    | ZoRo-bus                                                          |
| 400                    | Noordwijk, ESA ESTEC             | Stompwijk, Zoeterwoude, Leiden (Station Lammenschans, Centraal Station), Oegstgeest, Valkenburg, Katwijk aan den Rijn, Katwijk-Noord | Qbuzz                  |                                                                   |
| 401                    | Katwijk, Boulevard-Zuid          | Stompwijk, Zoeterwoude, Leiden (Station Lammenschans, Centraal Station), Oegstgeest, Valkenburg, Katwijk aan den Rijn                | Qbuzz                  | Rijdt in het weekend alleen tussen Leiden Centraal en Katwijk.    |
| 455                    | 's-Gravenzande, De Brug          | Pijnacker, Delfgauw, Delft (TU Delft, Station), Reinier de Graaf Gasthuis, Den Hoorn, Schipluiden, De Lier, Naaldwijk (Busstation)   | EBS                    | Niet alle ritten rijden vanaf Naaldwijk door naar 's-Gravenzande. |
| Nachtbus               |                                  | |                        |                                                                   |
| N6                     | Den Haag, Centraal Station       | Oosterheem, Rokkeveen, Mandelabrug, A12                                                                                              | HTM                    | Rijdt op vrijdag- en zaterdagnacht.                               |